# 湯姆·揚斯
湯姆·揚斯（英語：Tom Youngs；1987年1月28日—）是一位英格蘭橄欖球運動員。他是英格蘭國家橄欖球隊的一員，代表英格蘭參加了2015年世界盃橄欖球賽。